# Bogojina
Bogojina (madžarsko Bagonya, nekoč Zalabagonya) je večje naselje in krajevna skupnost v Občini Moravske Toplice, v Prekmurju.

## Geografija
Naselje Bogojina leži na ravnini (Ravensko), na nadmorski višini 195 m in predstavlja strnjeno pozidavo ob lokalni cesti v smeri proti Prosenjakovcem in, ki se navezuje na regionalno cesto Moravske Toplice - Dolga vas 5 km JV od Moravskih Toplic. Na jugu jo omejuje potok Lipnica, na zahodu Bogojinski potok, na severu so v glavnem vinogradi, ki preidejo v gozd. Bogojanske gorice tukaj prehajajo v Goričko. Tukaj je 246 m visok hrib Vršič s kapelo sv. Urbana (okoli 1826), Trnavski breg in druge.  Ob regionalni cesti stojijo kulturna dvorana, pošta, krajevni urad, trgovina in gostilna, večina preostalega naselja pa se razteza proti severu, kjer je drugo vaško središče.
S okoli 680 prebivalci je drugo največje naselje v občini Moravske Toplice. Zaradi ravninske lege in plodne prsti, se v okolici raztezajo njive in travniki, precej pa je razvito tudi sadjarstvo in vinogradništvo. Okoliški gozd sestavljajo bukve, hrasti in akacija, v njem je precej gob in jagodičevja ter divjad. Prebivalci se poleg kmetijstva ukvarjajo tudi s turizmom in obrtjo.

## Zgodovina
Prvič se Bogojina omenja leta 1208 v listini ogrskega kralja Andreja II., ki je omenjenega leta podelil Nikolaju, županu Železne županije, obsežno zemljišče v severovzhodnem delu sedanjega Prekmurja. Meja zemljišča je šla pri vasi Bogma (Bogojina). Župnija in cerkev v Bogojini sta verjetno nastali med letoma 1334 in 1371. V dokumentih, pa se omenjata v letu 1501. Zemljiški podložniki so »morali« menjavati veroizpoved kot njihovi gospodarji. Dolnjelendavski zemljiški gospod Štefan Banffy (1522 - 1568) je postal v 50. letih 14. stoletja evangeličan, prav tako njegov sin Nikolaj. Ko pa sta se Nikolaj in naslednik Krištof (1577 - 1644) oklenila kalvinizma, je začel delovati v Bogojini kalvinski duhovnik. 
Leta 1688 je naselje pridobilo pravice trga (oppidum). V tem času so v kraju delovali lončarji, tkalci in sodarji organizirani v cehe. Njihova pravila je potrdila Marija Terezija in so še ohranjena. 
Najpomembnejši objekt v naselju je župnijska cerkev Gospodovega vnebohoda. Poleg te pa še Dom gasilcev iz leta 1974 in Zadružni dom iz leta 1959, v katerem se odvijajo različne prireditve in imajo prostor različne vaške organizacije. Tukaj sta še knjižnica in vrtec iz leta 1950.
Prvo šolsko poslopje so zgradili 1827. leta, v šolskem letu 1950/51 pa so odprli nižjo gimnazijo. Leta 1958 je bila ustanovljena osemletka, ki se je leta 1961 preselila v novo poslopje in se poimenovala po Ivanu Cankarju.

## Znamenitosti
- Verska znamenja, med njimi amerikanski križ, kapelica na vrhu Vršiča v čast sv. Urbanu, zavetniku vinogradov;
- vinske kleti v Lipju z ostanki stare arhitekture;
- Plečnikova cerkev Gospodovega vnebohoda. Prvotna župnijska cerkev je bila leta 1793 prezidana in leta 1810 popravljena. Ker je postala premajhna, so jo po načrtih Jožeta Plečnika v letih 1925 - 1927 prezidali v dvoladijsko nesimetrično zasnovo, prizidali so tudi zvonik z značilnim zaključkom, del, ki je značilen spomenik prekmurske gotike 14. stoletja pa je ostal ohranjen in služi kot preddverje glavne cerkvene ladje.

## Znani Bogojinčani
V Bogojini sta se rodila pisatelj in etnolog Jožef Košič ter mariborski škof Jožef Smej. V Bogojini je živel in župnikoval Ivan Baša, pisatelj in politični vodnik.